# Arouca (Trynidad i Tobago)
Arouca, miasto w Trynidadzie i Tobago; na wyspie Trynidad; 13 tys. mieszkańców (2006). Ośrodek przemysłowy.